# El Sueño de Morfeo (album)
El Sueño de Morfeo è l'eponimo titolo dell'album di debutto del gruppo musicale spagnolo El Sueño de Morfeo, pubblicato il 3 marzo 2005 dall'etichetta discografica Globomedia Music e prodotto da Manuel Santisteban.
Dall'album sono stati estratti cinque singoli: Nunca volverá, Ojos de cielo, Okupa de tu corazón, Esta soy yo e Tómate la vida.

## Tracce
1. Somos aire - 3:39
2. Ojos de cielo - 4:14
3. Okupa de tu corazón - 3:43
4. Rendida a tus pies - 3:05
5. Hoy me ire - 3:16
6. Esta soy yo - 4:19
7. Nunca volverá - 3:14
8. Cosas que diran - 3:31
9. Puede - 3:14
10. A paso de tortuga - 4:01
11. Amor de sal - 2:51
12. Un Dia de Aquellos - 3:30

Special Edition CD/DVD
1. Un sueño hecho realidad
2. Videoclip: Nunca Volverá, Ojos de cielo e Okupa de tu corazón
3. Uno a uno: Raquel, Juan e David
4. Una calle de Paris
5. Galeria de Fotos - 3:42

Ristampa
1. Sonrisa especial - 3:35
2. Tómate la vida - 3:58

## Classifiche
| Paese  | Posizione massima |
| ------ | ----------------- |
| Spagna | 4                 |